# 1126 w polityce

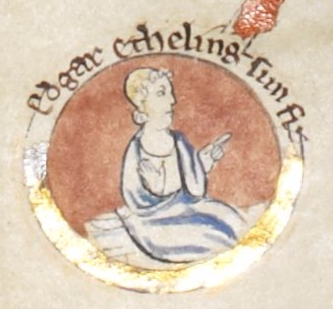
Edgar II Ætheling

Wydarzenia polityczne w 1126 roku.

## Zmarli
- Edgar II Ætheling, król Anglii (data niepewna)[1].